# عين القائد
عين القائد هي عين ماء تدعى عين القائد التي ظهرت إثر انكسار جيولوجي أدى إلى رفع الطبقة الصخرية الجنوبية للمنطقة بضعة أمتار وخفض الطبقة الشمالية التي ,تعتبر الآن أكثر المناطق خصوبة لتراكم التربة الرسوبية فيها عبر العصور.توجد هذه العين في مدينة القصرين.